# Pierre Perrin (écrivain)
Pour les articles homonymes, voir Pierre Perrin et Perrin.
Pierre Perrin de Chassagne est un poète, romancier et critique littéraire français né en 1950.

## Parcours
Pierre Perrin de Chassagne a publié quatre recueils entre 1972 et 1980. Il a créé la revue Possibles en janvier 1975. Vingt-deux numéros sont parus, dont un spécial Jean Breton, un spécial Yves Martin en 1979. Mise en pause de la revue en 1981.
Il a participé en tant que critique au magazine Poésie/Vagabondages et participe toujours en tant que critique à La Nouvelle Revue française et à une douzaine d'autres revues et périodiques. En 2024, il publie notamment un essai intitulé Les Soliloques d'une vie dans la revue Lettres du Domaine.
Il a été rédacteur en chef de la revue La Bartavelle 2e série publiée par La Bartavelle Éditeur de 1994 à 1997. Il a relancé sa revue Possibles de 2015 à 2021, avec 62 numéros parus, près de 300 poètes à l'affiche. Et en 2022, la revue Possibles revient au papier, avec 4 numéros par an.
Il a évoqué le confinement pour Marianne.

## Œuvres principales
- 1985 : Manque à vivre, éd. Possibles  (ISBN 2905623020)
- 1996 : La Vie crépusculaire, (prix Roger-Kowalski 1996), éd.Cheyne  (ISBN 2841160076)
- 1998 : Les caresses de l'absence chez Françoise Lefèvre, Éditions du Rocher (essai sur l'écrivain Françoise Lefèvre)
- 2001 : Une mère : le Cri retenu, éd. Cherche Midi  (ISBN 2862748455)[11]
- 2019 : Le modèle oublié, éd. Robert Laffont[12]
- 2022 : Le Soleil des autres, roman, Sinope éditions  (ISBN 9782494195165)
- 2022 : Des jours de pleine terre, poésie 1969-2022, Al Manar  (ISBN 9782364263062)
- 2024 : Finis litterae, 112 sonnets, Possibles,  (ISBN 9782958094607)